# Freda James
Winifred Alice "Freda" James (Nottingham, 11 de janeiro de 1911 - 27 de dezembro de 1988) foi uma tenista britânica. 